# Ice on Fire
Ice on Fire es el decimonoveno álbum de Elton John, editado en 1985 por Rocket. El disco incluyó el exitoso sencillo "Nikita", y fue producido por Gus Dudgeon, nombre asociado a la época clásica de Elton en los años 70.
La grabación se llevó a cabo en los Sol Studios en Berkshire (Inglaterra), propiedad del mítico exguitarrista de Led Zeppelin, Jimmy Page, y contó con algunos invitados célebres, como George Michael (aún en Wham!), o los miembros de Queen, Roger Taylor y John Deacon.
El álbum fue certificado oro en EE. UU. en junio de 1986.

## Grabación
El título del álbum contiene una línea de la letra de "Nikita". "Con ojos que parecían hielo en llamas"
Los invitados en la grabación incluyen a Nik Kershaw; Sister Sledge; Pino Palladino; Mel Gaynor y Millie Jackson, quienes hicieron un dueto con John en "Act of War"; George Michael, entonces de Wham!, que aparece en "Nikita" y "Wrap Her Up"; y Roger Taylor y John Deacon de Queen, que tocan la batería y el bajo en "Too Young".
Según Elizabeth Rosenthal en su libro, His Songs: The Musical Journey of Elton John (p. 260; Primera edición), la pista de cierre del LP, "Shoot Down the Moon", fue considerada para la película de James Bond A View to a Kill. , pero los productores decidieron optar por la canción principal interpretada por Duran Duran.

## Lista de canciones
- Autor Elton John & Bernie Taupin, salvo el indicado.

1. This Town - 3:56
2. Cry to Heaven - 4:17
3. Soul Glove - 3:32
4. Nikita - 5:43
5. Too Young - 5:13
6. Wrap Her Up (John, Taupin, Davey Johnstone, Fred Mandel, Charlie Morgan, Paul Westwood) - 6:21
7. Satellite - 4:40
8. Tell Me What the Papers Say - 3:41
9. Candy by the Pound - 4:00
10. Shoot Down the Moon - 5:00
11. Act of War (dúo con Millie Jackson) - 4:41

## Certificado
| Región                                                                             | Certifcado | Unidades/ventas |
| ---------------------------------------------------------------------------------- | ---------- | --------------- |
| International Federation of the Phonographic Industry                              | Oro        | 25.000          |
| Belgian Entertainment Association                                                  | Oro        | 25.000          |
| Syndicat National de l'Édition Phonographique                                      | Oro        | 100.000         |
| Bundesverband Musikindustrie                                                       | Oro        | 250.000         |
| Nederlandse Vereniging van Producenten en Importeurs van beeld - en geluidsdragers | Oro        | 80.000          |
| Recorded Music NZ                                                                  | Platino    | 15.000          |
| España                                                                             |            | 48.500          |
| Swedish Recording Industry Association                                             | Platino    | 100.000         |
| International Federation of the Phonographic Industry                              | Platino x2 | 100.000         |
| British Phonographic Industry                                                      | Platino    | 300.000         |
| Recording Industry Association of America                                          | Oro        | 500.000         |